# اسمولیکاس
اسمولیکاس (یونانی: Σμόλικας) یک کوه در شمالغرب یونان است.این کوه با ۲٬۶۳۷ متر ارتفاع از سطح دریا بلندترین کوه رشته‌کوه پیندوس و دومین کوه بلند یونان است.